# 操縦者による自殺

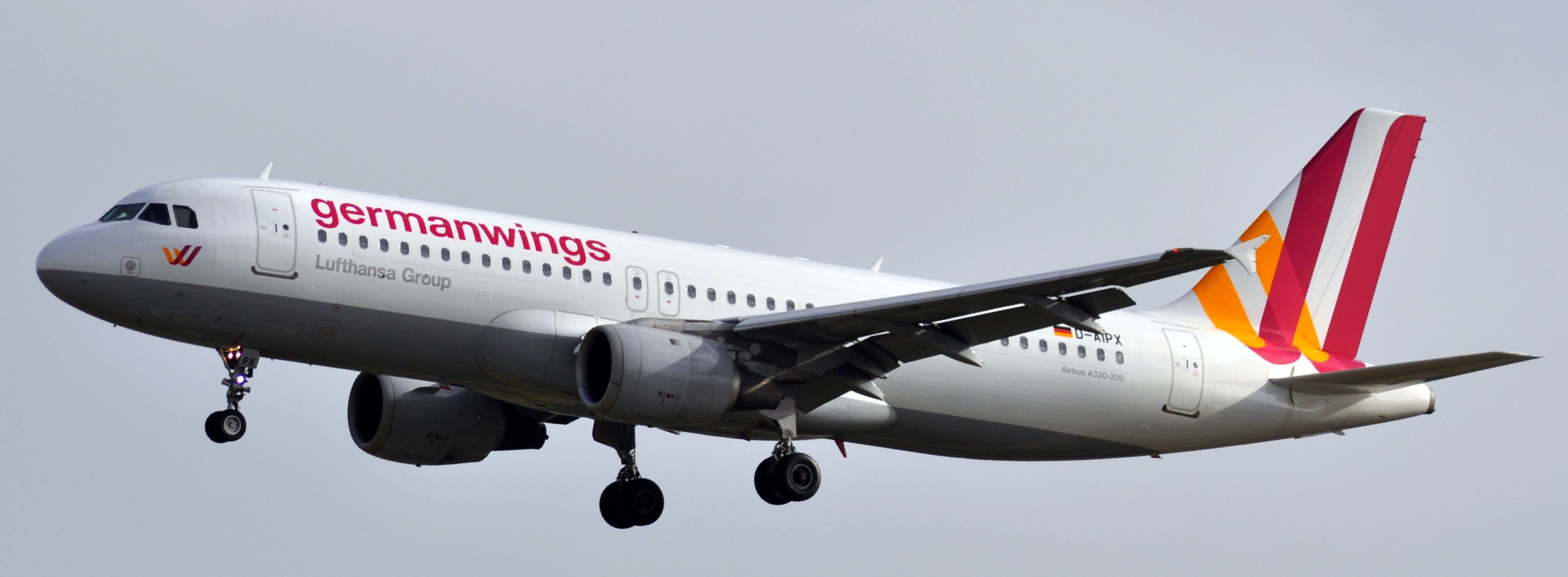
2015年3月24日に副操縦士がアルプスに墜落させたジャーマンウィングス エアバスA320。乗客、乗員合わせて150人全員が死亡。

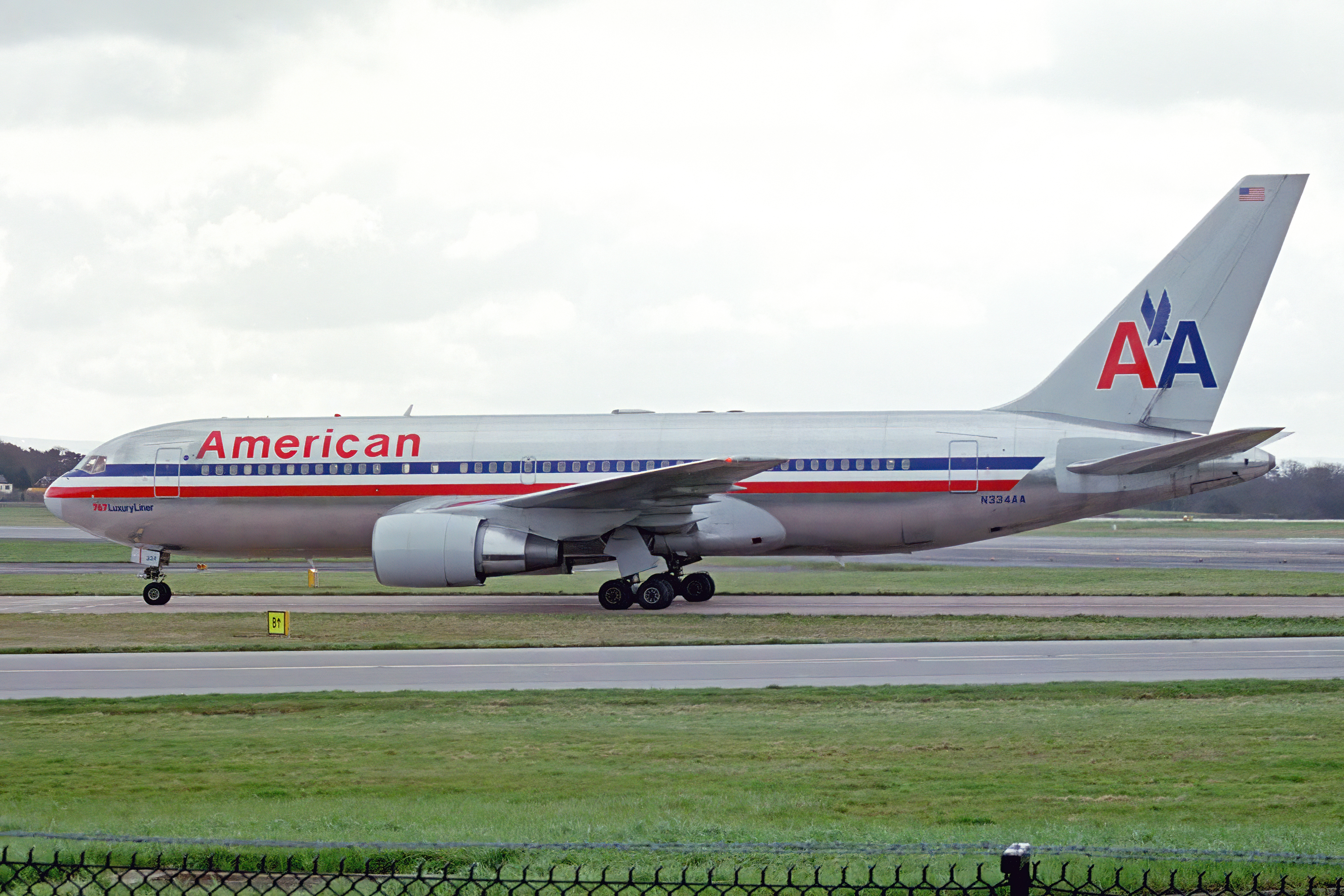
2001年9月11日、アメリカン航空 ボーイング767-200。登録番号N334AAは、アメリカン航空11便としてハイジャック犯によって故意に世界貿易センターノースタワーに激突し、乗っていた92人全員と地上約1600人を殺害した。

操縦者による自殺（そうじゅうしゃによるじさつ）とは、免許を持っているかどうかに関わらず、航空機の操縦者が、自殺を目的に、故意に航空機を墜落させたり、自爆させたりすることである。同乗している乗客や、墜落地点の人々を巻き添えに殺害することもある。この場合、殺人自殺と表現される。 
航空機の歴史の中で、航空事故は数多く起こっているが、このうちいくつかは操縦者による自殺が疑われており、またいくつかは実際に自殺が目的であったと断定されている。しかし、一般に、事故の捜査官が操縦者の自殺の動機を特定することは困難である。これは、操縦者が故意にボイスレコーダーやトランスポンダといった記録装置の電源を切ることが多く、捜査を妨害する事例があるからだ。その結果、操縦者の自殺を確実に証明することは困難となっている。 
操縦者が自殺を意図していたことを示す「説得力のある証拠」がない限り、捜査官は航空機事故を自殺として認定しない。「説得力のある証拠」とは、例えば、過去に自殺未遂を起こしていた記録や、自殺をほのめかす発言、私生活で問題のある言動（借金を抱えている、家族関係が悪化しているなど）が認められる場合、遺書の存在、精神障害の病歴などが含まれる。2002年から2013年までの操縦者による自殺の調査を行ったところ、自殺した可能性のある事例が5つ、明確な自殺であると判定された事例が8つ、報告された。事故の調査官は、テロの専門家と協力して、操縦者が過激派グループと接触していたかどうかも調査し、自殺の目的が、テロ行為であったかどうかを判断しようとする場合もある。 
操縦者による自殺のほとんどが軽飛行機で実行される。軽飛行機が1人でも操縦できること、小回りがきいて操縦しやすいことからよく選ばれる。この場合、基本的に他の乗客を巻き添えにすることはないが、市街地に墜落すると地上の住民を巻き添えにする危険がある。そして、自殺が疑われる事故事例の半分で、操縦者は飛行時には禁止されている薬物や、アルコール、抗うつ薬を使用していた。これらの操縦者の多くは、精神病歴を有していたが、規制当局にはその病歴を隠していた。

## 第二次世界大戦の自爆攻撃
第二次世界大戦では、いくつかの国で、操縦者による自爆攻撃が実施されている。 
ソビエト連邦の飛行士ニコライ・ガステロは、戦闘中に撃墜されたが、このとき、機体はまだ制御可能であったとされる。しかし、彼は地上に係留中の敵機に体当たりを実施し、「自爆攻撃」を行った。いくつかの論争はあるが、彼は敵に自爆攻撃をした最初のソ連飛行士と信じられている。
その後、戦争中では連合国軍、枢軸国軍を問わず、自殺を前提にした攻撃が増えた。最もよく知られているのは、第二次世界大戦の終結間際に、連合国艦艇に対する大日本帝国陸海軍からの攻撃である。これらの攻撃は「神風特別攻撃隊」と呼ばれ、従来の魚雷や爆弾による攻撃よりも、効果的に連合国の軍艦を撃沈、あるいは大破させた。1944年10月から1945年の間に、約3,860人の日本軍飛行士が、この方法で死に至った。

## 自殺目的またはその疑惑がある事故の一覧
このリストには、第二次世界大戦における自爆攻撃は含まれていない。 

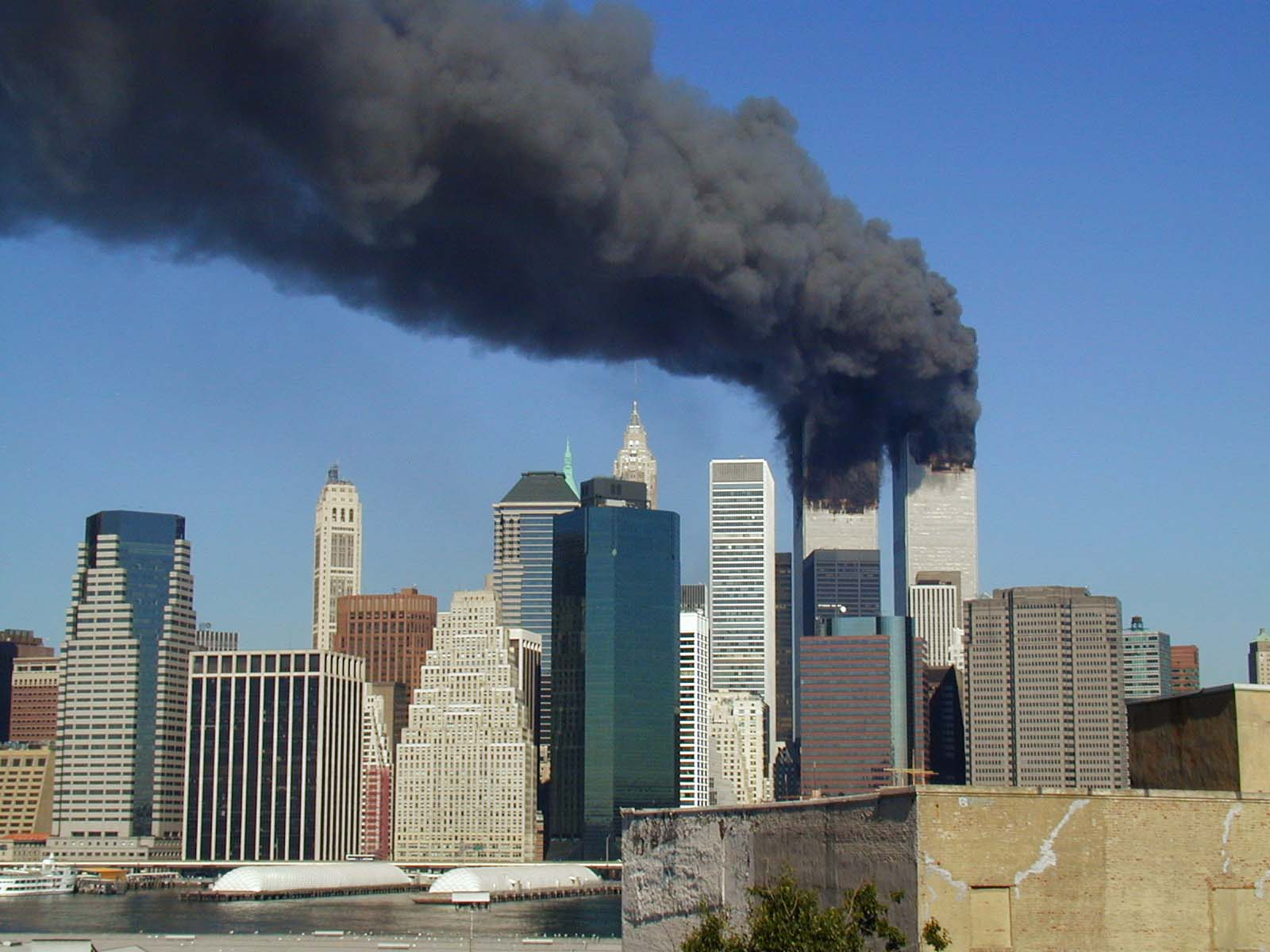
世界貿易センターへの自殺攻撃

### 確度
|  | 自殺の確認         |
|  | 自殺が疑われている |
|  | 未遂               |

### 操縦士により引き起こされた事故
| 発生日時 | 発生日時       | 実行者   | 飛行の分類       | 航空機                                                                         | 死亡人数                           | 概要 | 機体の写真 | 出典                               |
| -------- | -------------- | -------- | ---------------- | ------------------------------------------------------------------------------ | ---------------------------------- | --- | ---------- | ---------------------------------- |
|          | 1972年3月27日  | 操縦士   | 一般航空         | 強奪された航空機                                                               | 1 (ショフクノフ)                   | 操縦者はティモフェイ・ショフクノフ。ショフクノフは、アントノフAn-2を自宅のアパートに墜落させた。 |            |                                    |
|          | 1976年3月23日  | 操縦士   | 一般航空         | 児玉誉士夫邸セスナ機特攻事件                                                   | 1（前野霜一郎）                    | 操縦者は前野霜一郎。パイパーPA-28で世田谷区等々力にあった児玉誉士夫邸に突入し、家政婦が負傷したが別室で就寝していたため無事であった。前野は記念撮影として調布飛行場から機長とカメラマンら3人が搭乗する別のセスナ機と編隊飛行中に逸脱し、事件を起こした。動機はロッキード事件に絡んでいた児玉に対する怨嗟。 |            |                                    |
|          | 1976年9月26日  | 操縦士   | 一般航空         | 強奪された航空機                                                               | 5 (セルコフと地上の4人)            | 操縦者は、ウラジーミル・セルコフ。セルコフは、アントノフAn-2を使い、元妻と2歳の息子が訪れていた元妻の実家に墜落した。 |            | [ 11 ]                             |
|          | 1977年1月5日   | 操縦士   | 一般航空         | コネラン航空惨事                                                               | 5 (フォーマンと地上の4人)          | コネラン航空の元社員で、仕事上の不満を抱えていたコリン・リチャード・フォーマンは、オーストラリアのノーザンテリトリーにあるアリス・スプリングス空港で、ビーチクラフト バロンを航空施設に衝突させた。 |            | [ 12 ]                             |
|          | 1979年8月22日  | 操縦士   | 一般航空         | 強奪された航空機                                                               | 4 (整備士と地上の3人)              | ボゴタのエルドラド国際空港に勤務する23歳の航空機整備士が、ホーカー・シドレー HS-748を盗んでボゴタ郊外に墜落させた。 |            | [ 13 ]                             |
|          | 1980年6月1日   | 操縦士   | 一般航空         | バラ・ド・ガルサス航空惨事                                                     | 7 (ミルホメフと乗客4人と地上の2人) | ブラジル人操縦士のマウロ・ミルホメムは、妻や義母と口論になった後、妻が浮気をしていたことを知った。彼はその後、仕事で4人の乗客を乗せたエンブラエル EMB-721を、家族が所有するホテルに墜落させようした。しかし、彼はホテルに衝突することに失敗し、その手前にある、いくつかの建物に衝突した。合計で7人が死亡、4人が負傷した。彼の妻は数日後に自殺した。 |            | [ 14 ]                             |
|          | 1982年2月9日   | 操縦士   | 商業航空         | 日本航空350便墜落事故                                                          | 24                                 | 事故前から機長は統合失調症を患っており、飛行中に第2・第3エンジンの逆推力装置を作動させて、墜落させた。副操縦士と航空機関士は途中で機体の異常に気づき、操縦のコントロールを部分的に取り戻したため、150人が生還した。 |            | [ 15 ]                             |
|          | 1982年9月15日  | 操縦士   | 一般航空         | バンクスタウン空港事件                                                         | 1                                  | 訓練生だったフィリップ・ヘンリク・ウォズニアックはソカタ TB-10を操縦し、オーストラリアのニューサウスウェールズ州にあるバンクスタウン空港に墜落させた。駐機中だった地上の2機も、巻き込まれて破壊された。 |            | [ 16 ] [ 17 ] [ 18 ] [ 19 ] [ 20 ] |
|          | 1994年3月23日  | 操縦士   | 一般航空         | ミズーリ州チェスターフィールドのスピリット・オブ・セントルイス空港からの臨時便 | 1                                  | 結婚生活や、その他、個人的な問題を抱えてたボブ・リチャーズは、故意にパイパー・チェロキーを地面に墜落させた。搭乗していたのはリチャーズのみだったため、墜落に巻き込まれた人は居なかった。 |            | [ リンク切れ ]                     |
|          | 1994年7月13日  | 操縦士   | 軍用機           | 強奪された航空機                                                               | 1                                  | ロシア空軍の技術者が、モスクワ郊外のクビンカ空軍基地でアントノフAn-26を盗んだ。技術者は燃料が尽きて墜落するまで機体を上空で旋回させた。 |            | [ 21 ]                             |
|          | 1994年8月21日  | 操縦士   | 商業航空         | ロイヤル・エア・モロッコ630便墜落事故                                          | 44                                 | 機長が故意に墜落させた。 |            | [ 22 ]                             |
|          | 1994年9月12日  | 操縦士   | 一般航空         | 強奪された航空機                                                               | 1                                  | フランク・ユージン・コルダーは、機体をホワイトハウス南側の芝生に故意に墜落させた。 |            | [ 23 ]                             |
|          | 1997年4月2日   | 操縦士   | 軍用機           | クレイグ・D・ボタン事件                                                        | 1                                  | A-10の訓練をしていたクレイグ・D・ボタンは、突然に無線交信を絶った。A-10はその後、コロラド州の山に墜落しているのを発見された。 |            |                                    |
|          | 1997年12月19日 | 操縦士   | 商業航空         | シルクエアー185便事故                                                          | 104                                | 機長が故意に墜落させたとみられているが、インドネシアの事故調査委員会は原因不明としている。 |            | [ 24 ]                             |
|          | 1998年9月6日   | 操縦士   | 一般航空         | 強奪された航空機                                                               | 1                                  | フロリダ州のエンブリー・リドル航空大学の飛行教官が、大学が所有している飛行機を強奪して墜落させた。 |            | [ 25 ]                             |
|          | 1999年10月11日 | 操縦士   | 商業航空（強奪） | 1999年エア・ボツワナATR 42事件                                                 | 1                                  | エア・ボツワナに勤めるパイロットがボツワナのハボローネにあるセレツェカーマ国際空港に駐機されていたATR 42を強奪し、その後駐機されていた2機のATR 42に激突させた。 |            | [ 26 ]                             |
|          | 1999年10月31日 | 副操縦士 | 商業航空         | エジプト航空990便墜落事故                                                      | 217                                | 機長がコックピットから出た後、副操縦士のガメル・アル・バトゥーティは、アラビア語で「توكلت على الله（神を信頼する）」と繰り返しながら自動操縦を解除し、機体を急降下させた。アメリカの国家運輸安全委員会によれば、バトゥーティがこのような行動をとった原因は、特定されていない。その他の墜落の原因としては、エジプト民間航空局が、エレベーター制御システムの機械的故障を挙げている。これらの事故原因は、係争中である。                                                                               |            | [ 31 ] [ 32 ]                      |
|          | 2002年1月5日   | 操縦士   | 一般航空         | 2002年セスナ172タンパ墜落事故                                                  | 1 (ビショップ)                     | セスナ172が、タンパにあるバンク・オブ・アメリカ・プラザに激突した。操縦していたのは、10代のチャールズ・J・ビショップであり、ビショップは遺書の中でアメリカ同時多発テロ事件について、ウサーマ・ビン・ラーディンを称賛していた。 |            | [ 33 ]                             |
|          | 2002年4月18日  | 操縦士   | 一般航空         | 2002年ピレリ・タワー墜落事故                                                   | 3 (ファスーロと地上の2人)          | 65歳のルイジ・ファスーロが操縦していたコマンダー112が、イタリアミラノのピレリ・タワーに墜落した。 |            | [ 34 ]                             |
|          | 2005年7月22日  | 操縦士   | 一般航空         | 2005年プラツァー・キービッツ ベルリン墜落事故                                  | 1                                  | 39歳の操縦士は、ドイツベルリンの国会議事堂の正面にある道路に、自身が所有する軽飛行機であるプラツァー・キービッツを故意に墜落させた。 |            | [ 35 ]                             |
|          | 2010年2月18日  | 操縦士   | 一般航空         | 2010年オースティン自殺攻撃事件                                                 | 2 (スタックと地上の1人)            | アンドリュー・ジョセフ・スタック3世は、テキサス州オースティンにある国税庁のオフィスが入っているエシュロンビル1号館に、パイパー・ダコタを故意に墜落させた。 |            | [ 36 ]                             |
|          | 2012年7月17日  | 操縦士   | 商業航空（強奪） | 強奪されたカナディア CRJ-200                                                   | 1                                  | 民間機のパイロットがアメリカユタ州のSt. George, Utahにあるセントジョージ・リージョナル空港に駐機されていたスカイウェスト航空のCRJ-200を強奪した。パイロットは機体をターミナルビルに接触させながら駐機場まで走行させ、その後拳銃で自殺した。 |            | [ 37 ] [ 38 ]                      |
|          | 2013年11月29日 | 操縦士   | 商業航空         | LAMモザンビーク航空470便墜落事故                                               | 33                                 | 機長が故意に墜落させた。ブラックボックスの音声記録を解析したところ、副操縦士はコックピットから締め出されていたことがわかった。 |            | [ 39 ]                             |
|          | 2015年3月24日  | 副操縦士 | 商業航空         | ジャーマンウイングス9525便墜落事故                                             | 150                                | 副操縦士のアンドレアス・ルビッツは、以前からうつ病と自殺未遂の兆候が見られており、治療を受けていた。当日、機長がトイレに行った隙を見て、副操縦士はコックピットのドアに鍵をかけ、機長を締め出した。その後、フランスのアルプ＝ド＝オート＝プロヴァンス県の山中に、機体を墜落させた。 |            | [ 40 ]                             |
|          | 2016年10月11日 | 訓練生   | 一般航空         | 2016年イーストハートフォードPA-34墜落事故                                      | 1                                  | 機体はプラット・アンド・ホイットニー本社近くの電柱に激突し、墜落した。搭乗していたヨルダン人の訓練生であったフェラス・フレイテフが死亡し、フレイテフの担当教官が負傷した。調査官は、生き残った担当教官の証言から、墜落は「訓練飛行中に、フレイテフと教官が機体の制御方法に関して口論となり、フレイテフが衝動的に機体を墜落させた」と結論付けた。なお、この事故はFBIも調査していたが、フレイテフは諜報機関の所属でもなく、宗教的な発言もなかったため、テロ行為ではなかったと結論づけた。            |            | [ 41 ]                             |
|          | 2017年3月15日  | 操縦士   | 一般航空         | 2017年マニタウワッジ セスナ機墜落事故                                          | 1                                  | 経験豊富な操縦士であるシン・ロンは、アメリカのミシガン州アナーバーから、セスナ172Pで飛び立った後、行方不明となった。その後、航空機はカナダのオンタリオ州マニトワッジの近くで、墜落して破損し、さらに右のドアが開いている状態で見つかった。墜落現場では、飛行機の他に、人の痕跡や、足跡は見つからなかった。事故の調査官は、ロンが故意に飛行中に機外に飛び出し、無人となったセスナはそのまま飛び続け、やがて燃料を使い果たして墜落したと推定している。彼の遺体は発見されないまま、死亡が宣告された。 |            | [ 42 ] [ 43 ]                      |
|          | 2018年8月10日  | 地上職員 | 商業航空（強奪） | 2018年ホライゾン航空Q400事件                                                   | 1                                  | ホライゾン航空の地上職員リチャード・ビーボ・ラッセルは、シアトル・タコマ国際空港に駐機されていたボンバルディア・ダッシュ8型Q400を強奪し、無許可で離陸した。アメリカ空軍はF-15戦闘機をスクランブル発進させて追跡。ラッセルは追われながら、ピュージェット湾上空で曲技飛行を行い、その後ピュージェット湾南部のケトロン島に機体を墜落させた。 |            | [ 44 ] [ 45 ] [ 46 ]               |
|          | 2018年8月13日  | 操縦士   | 民間機（強奪）   | 強奪されたセスナ525 サイテーション                                             | 1                                  | 家庭内暴力の容疑で逮捕されて、釈放された男が、飛行機を強奪した。彼は経験豊富な飛行経験を持つ操縦士で、妻を殺害する目的で、ユタ州ペイソンの自宅に機体を墜落させた。幸い、家の住民に人的な被害は出なかった。 |            | [ 47 ]                             |
|          | 2019年3月23日  | 操縦士   | 一般航空         | キングエア                                                                     | 1                                  | ボツワナで、パーティーに招かれなかった男が、会場であったクラブハウスに機体を墜落させた。クラブハウスの客は、衝突の前に避難しており、男だけが死亡した。 |            | [ 48 ]                             |

### ハイジャックによる事故の一覧
| 発生日時 | 発生日時       | 実行者                     | 飛行の分類 | 航空便                                         | 死亡人数                                               | 概要 | 機体の写真 | 出典   |
| -------- | -------------- | -------------------------- | ---------- | ---------------------------------------------- | ------------------------------------------------------ | --- | ---------- | ------ |
|          | 1964年5月7日   | 乗客                       | 商業航空   | パシフィック航空773便墜落事故                  | 44                                                     | フランシスコ・ポーラ・ゴンザレスは、2人の操縦士を射殺し、自身も直後に自殺した。コントロールを失った機体は墜落し、搭乗していた44人全員が死亡した。原因は、借金苦であったとされる。 |            |        |
|          | 1970年3月17日  | 乗客                       | 商業航空   | イースタン航空シャトル1320便ハイジャック事件   | 1 (副操縦士)                                           | 乗客であったジョン・J・ディビーボは、持ち込んだ銃によって、機長と副操縦士の2名を撃った。しかし、副操縦士は力を振り絞って銃を奪い、ディビーボを撃って制圧した。機長も両腕を撃たれていたが、なんとか着陸に成功した。事件により副操縦士が死亡し、ディビーボも後日、首吊り自殺をした。 |            |        |
|          | 1974年2月22日  | ハイジャッカー             | 商業航空   | デルタ航空523便事件                            | 3 (ハイジャッカーと副操縦士と警官)                     | サミュエル・ビックは、リチャード・ニクソン大統領の殺害を狙って、ホワイトハウスに墜落することを目的に、警察官を殺害し、航空機をハイジャックしようとした。しかし、機体が始動する前に、ビックは銃撃戦で警察に負傷させられ、その場で自殺した。 |            | [ 49 ] |
|          | 1987年12月7日  | 元社員                     | 商業航空   | パシフィック・サウスウエスト航空1771便墜落事故 | 43 (5人が墜落前に死亡)                                 | USエアウェイズ（パシフィック・サウスウエスト航空の親会社）の元従業員であるデビッド・バークが引き起こした。バークは、元上司と機長と副操縦士、客室乗務員を射殺し、さらにコックピットへ向かおうとした乗客（航空会社のパイロットの経歴を持つ）を射殺した。コントロールを失った機体は、カリフォルニア州カユコス付近に墜落した。 |            |        |
|          | 1994年4月7日   | 非番の操縦士               | 商業航空   | フェデックス705便ハイジャック未遂事件          | 0 (4人重傷)                                            | 解雇を予告されていたフェデックスの社員であるオーバーン・キャロウェイは社員の立場にあることを悪用して金槌と水中銃を隠し持ち、貨物機DC-10にデッドヘッドとして乗り込んだ。キャロウェイは、保険金詐欺を企てており、計画の一環として貨物機をフェデックス本社に墜落させようとしていた。キャロウェイはコックピットに乗り込み、持ち込んだ武器でコックピット内の操縦士たちに襲いかかった。しかし、操縦士たちは、大怪我を負いながらも、機体を反転させたり、超音速に近いスピードで飛行したりと、さまざまな抵抗を試みてキャロウェイを制圧し、死者を出さずに着陸させることに成功した。 |            | [ 50 ] |
|          | 1994年12月24日 | ハイジャッカー             | 商業航空   | エールフランス8969便ハイジャック事件           | 7 (ハイジャッカー4人と乗客3人)                         | 機体を乗っ取ったハイジャック犯は、3人の乗客を射殺した。彼らは、パリのエッフェル塔に機体を激突させることを目的としていた。航空機がマルセイユに到着したとき、フランスの国家憲兵隊の対テロ部隊が航空機を急襲し、4人の犯人全員を殺害した。 |            | [ 51 ] |
|          | 2001年9月11日  | テロリストのハイジャック犯 | 商業航空   | アメリカン航空11便テロ事件                     | 1692 (乗員乗客87人とハイジャッカー5人と地上の約1600人) | 2001年9月11日の同時多発テロの一つ。ハイジャックされた航空機が、世界貿易センターの北塔に激突。 |            | [ 52 ] |
|          | 2001年9月11日  | テロリストのハイジャック犯 | 商業航空   | ユナイテッド航空175便テロ事件                  | 965 (乗員乗客60人とハイジャッカー5人と地上の約900人)   | 2001年9月11日の同時多発テロの一つ。ハイジャックされた航空機が、世界貿易センターの南塔に激突。南塔・北塔共に衝突後しばらくして崩落し、両ビルの犠牲者、及び11便と175便の搭乗者を合わせて2749人が亡くなった。 |            |        |
|          | 2001年9月11日  | テロリストのハイジャック犯 | 商業航空   | アメリカン航空77便テロ事件                     | 189 (乗員乗客59人とハイジャッカー5人と地上の125人)     | 2001年9月11日の同時多発テロの一つ。ハイジャックされた航空機が、ペンタゴンに激突。 |            |        |
|          | 2001年9月11日  | テロリストのハイジャック犯 | 商業航空   | ユナイテッド航空93便テロ事件                   | 44 (乗員乗客40人とハイジャッカー4人)                   | 2001年9月11日の同時多発テロの一つ。テロリストの標的は特定できていないが、ホワイトハウスか議会議事堂などの重要施設であったと思われる。しかし、乗客がハイジャック犯に反旗を翻したため、テロリスト達はペンシルバニア州シャンクスヴィルに機体を墜落させた。機体は墜落し、乗員乗客は全員死亡したが、テロリストの目的を阻止した。 |            |        |

## 発表された研究
エアロスペース・メディスン・アンド・ヒューマンパフォーマンスにおいて、2016年に発表された研究では、航空機が関与する自殺および、巻き添えによる殺人を体系的に調査している。調査官達は、「航空医学の文献や、メディアでは「自殺」と「巻き添えによる殺人」の両方を「操縦者による自殺」と表現している。しかし、精神医学では、異なる危険因子を持つ別個の出来事と考えられている」と指摘している。この研究は、1999年から2015年の航空機事故を対象としている。医療データベース、インターネット検索エンジン、および航空安全データベースを調査し、（同期間の195件の航空機事故に対して）自殺は65件、航空機から乗客が飛び降りた事例の6件を含めている。また、このうち18件は、合計732人の死者を含む殺人自殺であった。うち、操縦者が乗客を巻き添えにした事例は、13件であった。この研究によると、バスや電車など、航空以外の事例と比較すると、航空機では操縦者による自殺における殺人自殺の割合が、17%ほど大きかった。 
調査官のケネディは、航空機を利用した自殺および殺人自殺は、極稀にしか発生しないものの、地上における事故と比較した場合、巻き添えとなる死亡者が多くなることから、その社会的な影響は、大きくなると述べている。この調査では、以下の点が指摘された。 
- メディアが自殺または殺人自殺を報道した後、操縦士による自殺が連続して発生するクラスター化の証拠がある（模倣犯が多発する）。
- 民間旅客機の操縦者による6件の自殺（および殺人）のうち、5件は、操縦者はコックピットに放置された後に発生した。一方、6件目の日本航空の事故（日本航空350便墜落事故）では、機長が操縦桿を押し込んで自殺を試みるも、コックピットにいた副操縦士が阻止に動いたことで、結果的に墜落はしたものの、その衝撃を和らげる事になり、150人の命が救われた。この事例は、コックピットに2人の操縦士がいることで、自殺は未然に防げる、あるいは被害を軽減できると示唆している。
- 自殺または殺人自殺のリスクに関連する単一の要因はなかった。両方の事例に関連する要因には、操縦者が有している法的なトラブル、金銭的問題、職場での悩み、精神障害、および人間関係によるストレスが含まれている。自殺のほぼ半分では、薬物やアルコールの影響が見られた。しかし、これらは、殺人自殺では影響が見られなかった[53]。

## 防止
アメリカの規制では、安全上の理由から、少なくとも2人の乗務員が常にコックピットにいる必要があるとされている。これは、医療やその他の緊急事態に対応できるようにするためであり、その中には誰かが飛行機を墜落させようとした場合の阻止も含まれる。 
一部のヨーロッパ諸国とカナダ、オーストラリア、日本では、2015年3月24日のジャーマンウイングス9525便の墜落を受けて、50席以上の旅客座席を備えた航空機では、コックピットに常に2人が常駐しなければならないという規則を定めた。